# راوند لیک بیچ (ایلینوی)
راوند لیک بیچ (به انگلیسی: Round Lake Beach) یک روستا در ایالات متحده آمریکا است که در ایلینوی واقع شده‌است. راوند لیک بیچ ۱۳٫۵۱ کیلومتر مربع مساحت و ۲۸٬۱۷۵ نفر جمعیت دارد و ۲۴۶٫۸۹ متر بالاتر از سطح دریا واقع شده‌است.